# Dictyopharinae
Sous-famille
Les Dictyopharinae sont une sous-famille d'insectes de l'ordre des hémiptères et de la famille des Dictyopharidae et de la super-famille des Fulgoroidea.

## Répartition
Les espèces de Dictyopharinae sont largement répandues dans la plupart des régions du monde,. 

## Description
Les membres des Dictyopharinae peuvent être reconnus par leur tête variablement allongée antérieurement,.

## Alimentation
Les membres de cette sous-famille se nourrissent principalement de monocotylédones. Quelques-uns sont des ravageurs agricoles majeurs des Poaceae (graminées), comme le riz, le maïs et la canne à sucre,.

## Systématique
La sous-famille des Dictyopharinae a été créée en 1839 par l'entomologiste italien spécialiste des hyménoptères Massimiliano Spinola (1780-1857).
Cette sous-famille contient plus de 125 genres ; comme dans de nombreux autres groupes de Fulgoromorpha, un grand nombre de genres et de taxons supérieurs de cette sous-famille n'ont toujours pas fait l'objet d'études de révision standard et leur monophylie n'a jamais été testée cladistiquement,. 

## Liste des genres
La sous-famille des Dictyopharinae contient plus de 550 espèces appartenant à plus de 121 genres. Elle est divisée en treize tribus, et deux tribus fossiles,,.
Liste (probablement incomplète) des genres:
- Tribu Aluntiini Emeljanov, 1979[1],[8]
  - Genre Aluntia Stål, 1866  genre type
  - Genre Dendrophora Melichar, 1903
  - Genre Dictyomorpha Melichar, 1912
  - Genre Indodictyophara Liang & Song, 2012
  - Genre Madagascaritia Song & Liang, 2016
- Tribu Arjunini Song & Szwedo, 2016[8]
  - Genre Arjuna Muir, 1934  genre type
  - Genre Pippax Emeljanov, 2008
- Tribu Capenini Emeljanov, 1969[1],[8]
  - Genre Capena Stål, 1866  genre type
  - Genre Diasphax Fennah, 1962
  - Genre Menenches Fennah, 1962
- Tribu Cleotychini Emeljanov, 1997[1],[8]
  - Genre Cleotyche Emeljanov, 1997  genre type
- Tribu Dictyopharini Spinola, 1839[1],[8]
  - Genre Aethiocera Emeljanov, 2008
  - Genre Afronersia Fennah, 1958
  - Genre Aselgeia Walker, 1851
  - Genre Avephora Bierman, 1910
  - Genre Callodictya Melichar, 1912
  - Genre Carphotoma Emeljanov, 2008
  - Genre Chiltana Shakila & Akbar, 1995
  - Genre Cormophana Emeljanov, 2011
  - Genre Daploce Emeljanov, 2008
  - Genre Dictyohimalaya Song & Liang, 2020
  - Genre Dictyophara Germar, 1833  genre type
  - Genre Doryphorina Melichar, 1912
  - Genre Emeljanovina Xing & Chen, 2013
  - Genre Engela Distant, 1906
  - Genre Gilgitia Shakila, 1991
  - Genre Indrival Fennah, 1978
  - Genre Mathetris Emeljanov, 2011
  - Genre Neodictya Synave, 1965
  - Genre Neodictyophara Distant, 1910
  - Genre Neomiasa Fennah, 1947
  - Genre Paradictya Melichar, 1912
  - Genre Paradictyopharina Song & Liang, 2011
  - Genre Paranagnia Melichar, 1912
  - Genre Philotheria Melichar, 1912
  - Genre Pseudophanella Fennah, 1958
  - Genre Putala Melichar, 1903
  - Genre Raivuna Fennah, 1978
  - Genre Raphiophora Schaum, 1851
  - Genre Rhaba Distant, 1906
  - Genre Sinodictya Matsumura, 1940
  - Genre Tenguella Matsumura, 1910
  - Genre Tupala Stroinski & Szwedo, 2015
  - Genre Tylacra Emeljanov, 2008
  - Genre Zaputala Emeljanov, 2008
  - Genre Zedochir Fennah, 1978
- Tribu Hastini Emeljanov, 1983[1],[8]
  - Genre Anasta Emeljanov, 2008
  - Genre Articrius Emeljanov, 2008
  - Genre Dorimargus Melichar, 1912
  - Genre Eudictya Melichar, 1912
  - Genre Hasta Melichar, 1912  genre type
  - Genre Thanatodictya Kirkaldy, 1906
- Tribu Lappidini Emeljanov, 1983[1],[8]
  - Genre Hydriena Melichar, 1912
  - Genre Igava Melichar, 1912
  - Genre Lappida Amyot & Audinet-Serville, 1843  genre type
  - Genre Toropa Melichar, 1912
- Tribu Nersiini Emeljanov, 1983[1],[8]
  - Genre Coronersia Emeljanov, 2011
  - Genre Crocodictya Emeljanov, 2008
  - Genre Deltoplana Emeljanov, 2011
  - Genre Dictyopharoides Fowler, 1900
  - Genre Digitocrista Fennah, 1944
  - Genre Hyalodictyon Fennah, 1944
  - Genre Malogava Emeljanov, 2008
  - Genre Megadictya Melichar, 1912
  - Genre Melicharoptera Metcalf, 1938
  - Genre Mitrops Fennah, 1944
  - Genre Neonotostrophia Xing & Chen, 2013
  - Genre Neoterpe Emeljanov, 2011
  - Genre Nersia Stål, 1862  genre type
  - Genre Nersiella Emeljanov, 2008
  - Genre Parahasta Melichar, 1912
  - Genre Paralappida Melichar, 1912
  - Genre Pharodictyon Fennah, 1944
  - Genre Plegmatoptera Spinola, 1839
  - Genre Pteroplegma Melichar, 1912
  - Genre Pukuakanga Baptista, Serrão & Da-Silva, 2010
  - Genre Retiala Fennah, 1944
  - Genre Rhynchomitra Fennah, 1944
  - Genre Sicoris Stål, 1866
  - Genre Trigava O'Brien, 1999
  - Genre Trimedia Fennah, 1944
  - Genre Xenochasma Emeljanov, 2011
- Tribu † Netutelini Emeljanov, 1983[9],[1],[8]
  - Genre † Netutela Emeljanov, 1983[9]
- Tribu Orthopagini Emeljanov, 1983[1],[8]
  - Genre † Alicodoxa Emeljanov & Shcherbakov, 2011[10]
  - Genre † Bathymyza Emeljanov & Shcherbakov, 2020
  - Genre Centromeria Stål, 1870
  - Genre Centromeriana Melichar, 1912
  - Genre Dictyomeria Song, Webb & Liang, 2016
  - Genre Dictyopharina Melichar, 1903
  - Genre Dictyotenguna Song & Liang, 2012
  - Genre Ellipoma Emeljanov, 2008
  - Genre Fernandea Melichar, 1912
  - Genre Indomiasa Song, Webb & Liang, 2014
  - Genre Leprota Melichar, 1912
  - Genre Litocras Emeljanov, 2008
  - Genre Macronaso Synave, 1960
  - Genre Medeusa Emeljanov, 2011
  - Genre Metaurus Stål, 1866
  - Genre Miasa Distant, 1906
  - Genre Neonersia Song & Deckert, 2019
  - Genre Nesolyncides Fennah, 1958
  - Genre Orthopagus Uhler, 1896  genre type
  - Genre Phaenodictyon Fennah, 1958
  - Genre Protolepta Melichar, 1912
  - Genre Saigona Matsumura, 1910
  - Genre Tenguna Matsumura, 1910
  - Genre Truncatomeria Song & Liang, 2011
- Tribu Phylloscelini Emeljanov, 1983[8]
  - Genre Phylloscelis Germar, 1839  genre type
- Tribu Rancodini Emeljanov, 2014[8]
  - Genre Rancoda Emeljanov, 2014  genre type
- Tribu Scoloptini Emeljanov, 1983[1],[8]
  - Genre Scolops Schaum, 1850  genre type
- Tribu Taosini Emeljanov, 1983[1],[8]
  - Genre Brachytaosa Muir, 1931
  - Genre Cuernavaca Kirkaldy, 1913
  - Genre Netaosa Emeljanov, 2011
  - Genre Phormotegus Emeljanov, 2010
  - Genre Sicorisia Melichar, 1912
  - Genre Taosa Distant, 1906  genre type
- Tribu † Worskaitini Szwedo, 2008[11],[1],[8]
  - Genre † Worskaito Szwedo, 2008[11]
- Genres incertae sedis
  - Genre Chondrodire Emeljanov, 2011 incertae sedis
  - Genre Chondrophana Emeljanov, 2015 incertae sedis
  - Genre Mahanorona Distant, 1909 incertae sedis
  - Genre Viridophara Shakila, 1984 incertae sedis

### Publication originale
- Maximilien Spinola, « Essai sur les Fulgorelles, sous-tribu de la tribu des Cicadaires, ordre des Rhyngotes », Annales de la Société Entomologique de France, Paris, vol. 8,‎ 3 juillet 1839, p. 133-337 (ISSN 0037-9271, lire en ligne, consulté le 21 janvier 2023).